# Rudolf Wäger
Rudolf Wäger (* 1941 in Götzis, Vorarlberg; † 20. April 2019) war ein österreichischer Architekt.

## Biografie

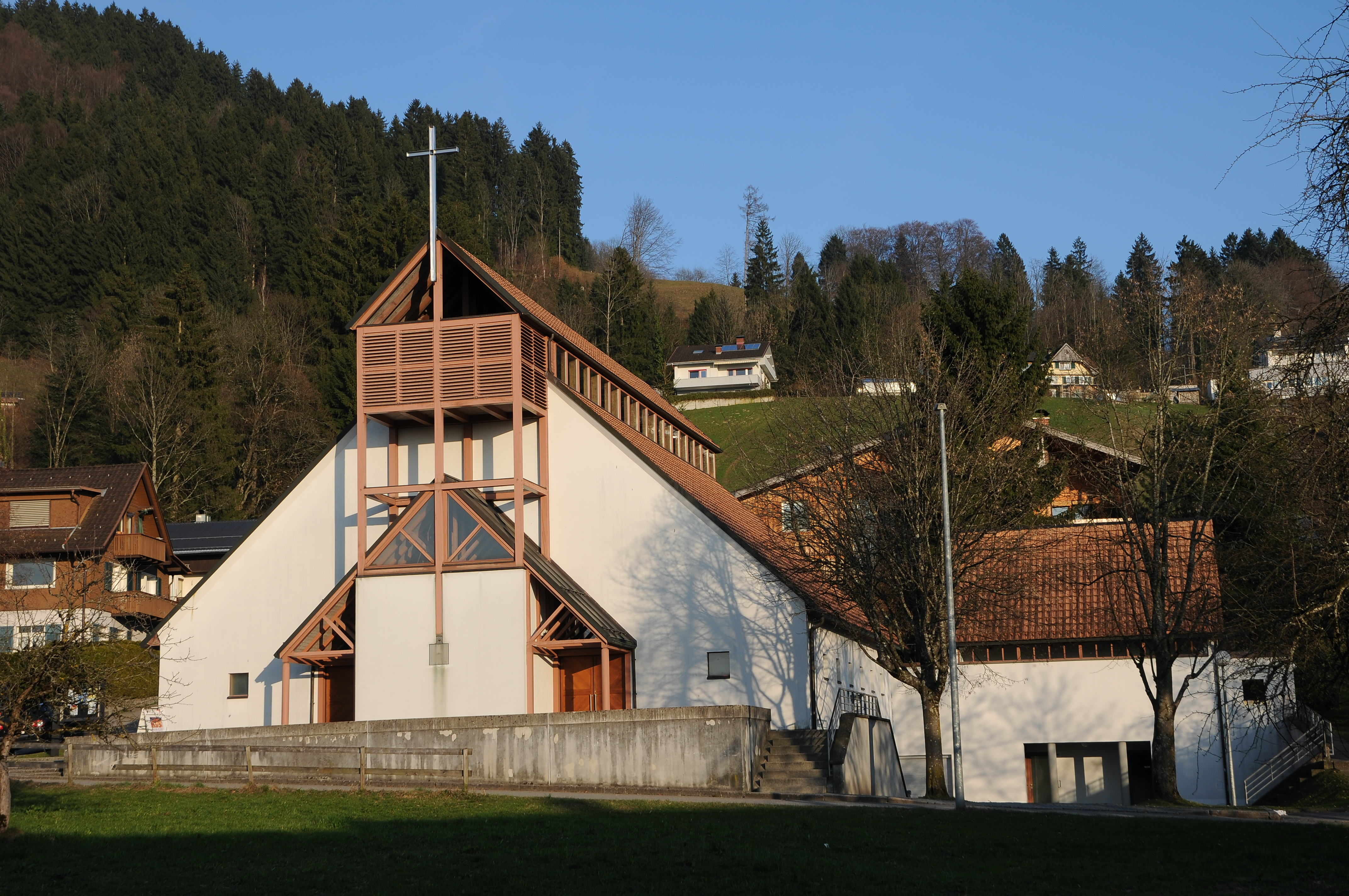
Kirche Maria Königin des Friedens im Ortszentrum von Watzenegg

Rudolf Wäger schloss 1960 eine Zimmerer-Lehre ab und belegte zwei Semester Studium an der Akademie der bildenden Künste Wien bei Roland Rainer.
Seit 1964 plante er als Autodidakt der Neuen Vorarlberger Bauschule Einfamilienhäuser und Siedlungen, viele davon Holzbauweise.
Mit seinen beiden Brüdern Heinz (* 1936) und Siegfried (* 1942) gründete er die Gruppe Coparts.
Rudolf Wäger verstarb am 20. April 2019 im 78. Lebensjahr.

## Werke (Auswahl)
- „Würfelhaus“ in Götzis, 1964
- Siedlung Ruhwiesen in Schlins, 1971/72
- Kirche Maria, Königin des Friedens, Watzenegg, Vorarlberg, 1985 (mit seinem Bruder Siegfried und Wolfgang Ritsch); Prototyp der Vorarlberger Holzbauweise der 1980er Jahre

## Ausstellungen, Vorträge
- 1993 Architektur in Vorarlberg seit 1960. Künstlerhaus Bregenz
- 1996 Architektur im 20. Jahrhundert. Deutsches Architekturmuseum, Frankfurt / Main
- 2021 „Rudolf Wäger. Baukünstler“, vai, Vorarlberger Architektur Institut, Dornbirn, Mai–September